# Каста (зоология)
Каста — в зоологии обособленная по каким-либо признакам группа особей среди социальных насекомых.
Минимально выделяются каста рабочих особей (обозначается как ☿ или если это исключительно самки, как ♀ без горизонтальной черты) и каста фертильных особей (♀ для самок и ♂ для самцов). Если для вида характерен полиморфизм рабочих (многие муравьи и термиты), среди них может дополнительно выделяться каста солдат (=динэргаты, майоры ♃), увеличенных по сравнению с обычными рабочими (=микроэргатами, минорами). Среди некоторых разновидностей муравьев (в частности медовые муравьи) имеется каста плерэргат, специализирующаяся на запасании жидких сахаристых веществ. В семьях таких муравьев как Pheidole наряду с солдатами-майорами появляются еще более крупные (до 40х относительно минора) солдаты-супермайоры.